# Callirhipis kojimai
Callirhipis kojimai is een keversoort uit de familie Callirhipidae. De wetenschappelijke naam van de soort is voor het eerst geldig gepubliceerd in 1996 door Nakane.